# Andreas Münzer
Andreas Münzer (ur. 25 października 1964  w Pack w Styrii, zm. 14 marca 1996 w Monachium) – austriacki profesjonalny kulturysta, stał się znany z ekstremalnie niskiego poziomu tkanki tłuszczowej i wczesnej śmierci. 
Sławę zdobył dzięki nienagannej sylwetce. Jego idolem był Arnold Schwarzenegger. Jego najlepszym wynikiem na Mr. Olympia było trzykrotnie 9. miejsce. Znacznie lepszy wynik osiągnął w 1993 roku na zawodach Night of Champions, gdzie zajął drugie miejsce, przegrywając z Porterem Cottrellem, a wygrywając m.in. z Johnem Shermanem, Milošem Šarčevem, Mike Matarazzo, Pavolem Jablonický i Aaronem Bakerem. Niewiele osób zdawało sobie jednak sprawę z tego, że jego cykl treningowy wspomagany był farmakologicznie. Znalazł się w magazynach kulturystycznych, m.in. Flex (lipiec 1990 i czerwiec 1996) i Muscle Mag International (lipiec 1992). 
Zmarł 14 marca 1996 na stole operacyjnym w Monachium w wieku 31 lat. Powodem jego śmierci było odwodnienie wynikające ze zbyt dużej ilości diuretyków w organizmie. Miał problemy z wieloma organami, zbyt niski poziom tłuszczu w stosunku do umięśnienia i przerost mięśnia sercowego. W sezonie startowym zażywał mnóstwo sterydów anabolicznych, środków odwadniających, hormonu wzrostu i insuliny. 

## Osiągnięcia sportowe
- 1986 European Amateur Championships MiddleWeight, 6. miejsce
- 1987 World Amateur Championships w kategorii półciężkiej, 3. miejsce
- 1988 World Amateur Championships, 3. miejsce
- 1989 Mr. Olympia 13. miejsce w kategorii półciężkiej
- 1989 World Games HeavyWeight, 1. miejsce
- 1990 Arnold Classic 3. miejsce
- 1990 Grand Prix Germany 3. miejsce
- 1990 Mr. Olympia 9. miejsce
- 1991 Arnold Classic 9. miejsce
- 1991 Ironman Pro Invitational 3. miejsce
- 1991 Mr. Olympia - poza punktacją
- 1991 Pittsburgh Pro Invitational 4. miejsce
- 1993 Arnold Classic 7. miejsce
- 1993 Grand Prix Germany (2) 2. miejsce
- 1993 Grand Prix Germany 4. miejsce
- 1993 Night of Champions 2. miejsce
- 1993 Mr. Olympia 9. miejsce
- 1994 Arnold Classic 5. miejsce
- 1994 Grand Prix France 8. miejsce
- 1994 Grand Prix Niemcy (2) 5. miejsce
- 1994 Mr. Olympia 9. miejsce
- 1995 Arnold Classic 4. miejsce
- 1996 Arnold Classic 6. miejsce
- 1996 San Jose Pro Invitational 7. miejsce

## Wymiary startowe
- waga: 108 kg
- obwód ramienia: 53 cm
- obwód klatki piersiowej: 147 cm